# 64e cérémonie des New York Film Critics Circle Awards
La 64e cérémonie des New York Film Critics Circle Awards, décernés par le New York Film Critics Circle, a eu lieu le 10 janvier 1999, et a récompensé les films réalisés dans l'année précédente.

## Palmarès

### Meilleur film
- Il faut sauver le soldat Ryan (Saving Private Ryan)
  - Affliction
  - Happiness

### Meilleur réalisateur
- Terrence Malick pour La Ligne rouge (The Thin Red Line)
  - Paul Schrader pour Affliction
  - Steven Spielberg pour Il faut sauver le soldat Ryan (Saving Private Ryan)

### Meilleur acteur
- Nick Nolte pour le rôle de Wade Whitehouse dans Affliction
  - Ian McKellen pour le rôle de James Whale dans Ni dieux ni démons (Gods and Monsters)
  - Brendan Gleeson pour le rôle de Martin Cahill dans Le Général

### Meilleure actrice
- Cameron Diaz pour le rôle de Mary Jensen/Matthews dans Mary à tout prix (There's Something About Mary)
  - Fernanda Montenegro pour le rôle de Isadora "Dora" Teixeira dans Central do Brasil
  - Renée Zellweger pour ses rôles dans Contre-jour (One True Thing) et Sonia Horowitz, l'insoumise (A Price Above Rubies)

### Meilleur acteur dans un second rôle
- Bill Murray pour le rôle de Herman Blume dans Rushmore
  - Dylan Baker pour le rôle de Bill Maplewood dans Happiness

### Meilleure actrice dans un second rôle
- Lisa Kudrow pour le rôle de Lucia De Lury dans Sexe et autres complications (The Opposite of Sex)
  - Judi Dench pour le rôle de Élisabeth Ire (reine d'Angleterre) dans Shakespeare in Love

### Meilleur scénario
- Shakespeare in Love – Marc Norman et Tom Stoppard
  - Happiness – Todd Solondz

### Meilleure photographie
- La Ligne rouge (The Thin Red Line) – John Toll

### Meilleur film en langue étrangère
- Festen •  Danemark /  Suède
  - Central do Brasil •  Brésil /  France
  - Le Goût de la cerise (Ta'm e guilass) •  Iran

### Meilleur premier film
- Richard Kwietniowski pour Amour et mort à Long Island (Love and Death on Long Island)
  - Vincent Gallo pour Sexe et autres complications (The Opposite of Sex)
  - Don Roos pour Buffalo '66

### Meilleur documentaire
- The Farm: Angola, USA
  - The Cruise